# Navadna kustovnica
Navadna kustovnica, tudi goji (znanstveno ime Lycium barbarum) raste v naravi v obliki grma, v gojeni obliki na Kitajskem pa tudi v obliki manjšega drevesa. 
Goji je poznan na območju Tibeta, Himalaje, severne Kitajske, Mongolije že tisočletja v ljudski medicini kot zdravilna rastlina. Rastlina se je prav zaradi svojih zdravilnih učinkovin vseh delov rastline, zlasti še plodov jagod, razširila v mnoga področja Azije, Evrope in na otoke v Indijskem oceanu. Danes je na svetu poznanih 40 varietet te rastline. Njene jagode vsebujejo 18 aminokislin, vitamine B1, B2, B6, pomembne za presnovo hrane v energijo. Semena jagod vsebujejo veliko vitamina E, jagode vsebujejo kar 21 mineralov v sledeh, kot so cink, kalcij, selen in fosfor. Jagode so tudi bogat vir beta karotena, zeaksantina pomembnega za oči. V Sloveniji je goji poznan, vendar se uporablja v malem obsegu.